# Granjeiro
Granjeiro là một đô thị thuộc bang Ceará, Brasil. Đô thị này có diện tích 100,135 km², dân số năm 2007 là 5703 người, mật độ 57 người/km².